# Кривај Суњски
Кривај Суњски је насељено место у општини Суња, Сисачко-мославачка жупанија, Хрватска, до нове територијалне организације у саставу бивше велике општине Сисак.

## Становништво
| Националност       | 1991.        |
| Хрвати             | 142 (91,02%) |
| Срби               | 2 (1,28%)    |
| Југословени        | 3 (1,92%)    |
| остали и непознато | 9 (5,76%)    |
| Укупно             | 156          |